# Výkleky
Výkleky (in tedesco Wiklek) è un comune della Repubblica Ceca facente parte del distretto di Přerov, nella regione di Olomouc.